# Andrzej Gurdak

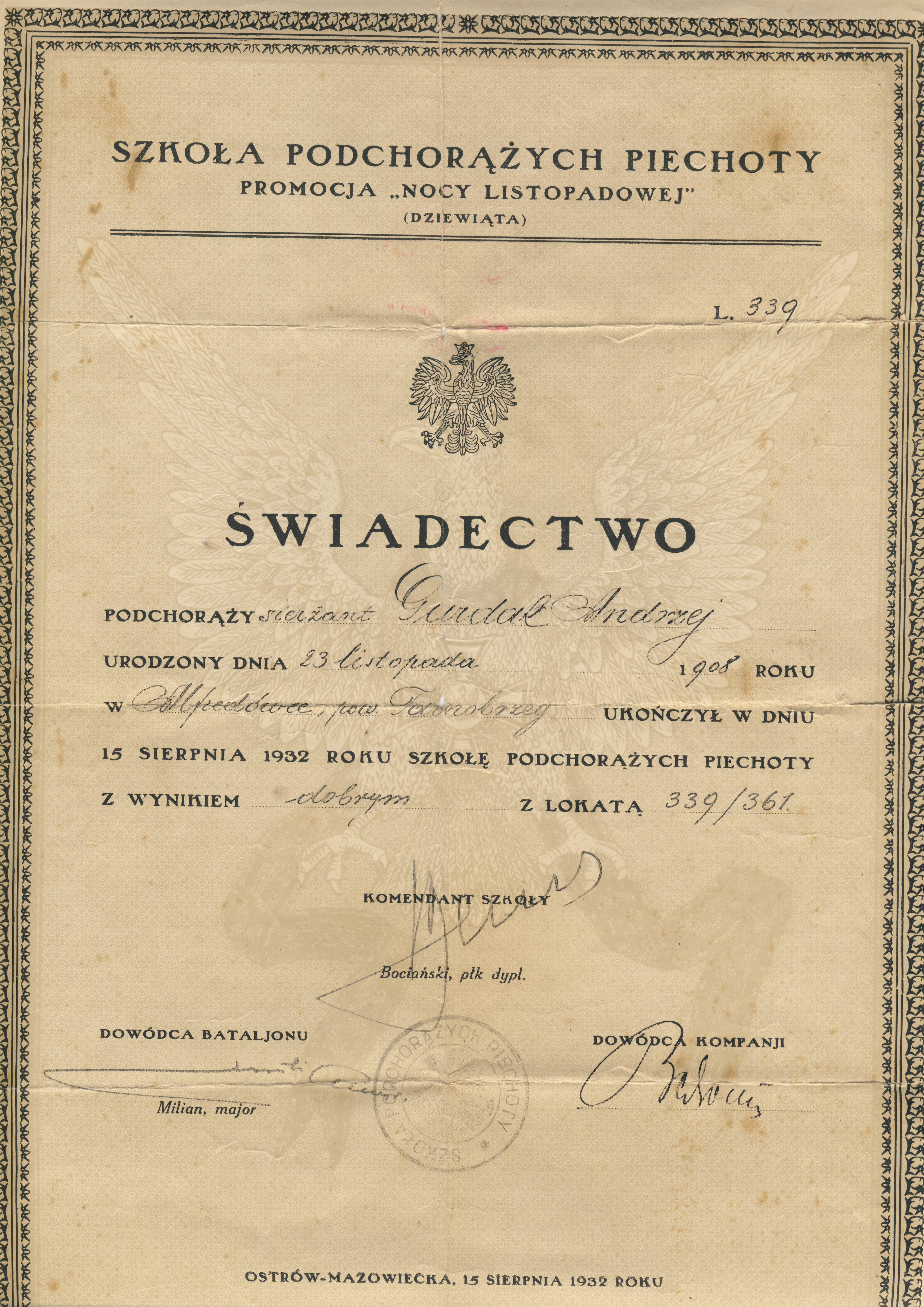
Świadectwo ukończenia Szkoły Podchorążych Piechoty

Andrzej Gurdak (ur. 23 listopada 1908 we wsi Alfredówka, zm. 17 stycznia 1993 w Częstochowie) – kapitan Wojska Polskiego.

## Życiorys
w latach 1920–1929 uczęszczał do Państwowego Gimnazjum im. Jana Tarnowskiego w Tarnobrzegu. W 1932 ukończył Szkołę Podchorążych Piechoty w Ostrowi Mazowieckiej. 7 sierpnia 1932 Prezydent RP Ignacy Mościcki mianował go podporucznikiem ze starszeństwem z dniem 15 sierpnia 1932 i 396. lokatą w korpusie oficerów piechoty, a minister spraw wojskowych wcielił do 80 pułku piechoty w Słonimie. 1 marca 1935 został awansowany na stopień porucznika ze starszeństwem z dniem 1 stycznia 1935 i 315. lokatą w korpusie oficerów piechoty. W marcu 1939 nadal pełnił służbę w 80 pp na stanowisku dowódcy 2. kompanii karabinów maszynowych.
W czasie kampanii wrześniowej dowodził 3. kompanią ckm 179 pp, a od 29 września 1939 kompanią ckm 178 pp. Wziął udział w bitwie pod Kockiem.
Wzięty do niewoli 6 października 1939 roku po kapitulacji Samodzielnej Grupy Operacyjnej „Polesie”. Po ucieczce z niewoli uczestniczył czynnie w ruchu oporu w ramach placówki Nowa Dęba kryptonim „Bułka” Podokręgu Rzeszowskiego pod pseudonimem „Szary” (do 1944 r.).
W latach 1944–1945 pełnił służbę w 14 pułku piechoty na stanowisku dowódcy zwiadu, a następnie oficera łącznikowego ze sztabem 6 Dywizji Piechoty. Przeszedł szlak bojowy od Warszawy poprzez Wał Pomorski, Kołobrzeg, forsowanie Odry aż po Łabę. W 1945 został zdemobilizowany. W latach 1945–1969 pracował w przemyśle spożywczym w okolicach Wrocławia. 12 października 1980 został mianowany na stopień kapitana.

## Ordery i odznaczenia
Andrzej Gurdak medale i odznaczenia otrzymywał od końca lat 1960., kiedy to wstąpił do: Związek Bojowników o Wolność i Demokrację:
- Krzyż Kawalerski Orderu Odrodzenia Polski
- Krzyż Walecznych
- Medal „Za udział w wojnie obronnej 1939”
- Pamiątkowy krzyż 20 Dywizji Piechoty
- Medal „Zasłużony na polu chwały”
- Medal „Za Warszawę”
- Medal „Za Odrę i Nysę”
- Medal „Za udział w walkach o Berlin”
- Medal „Zwycięstwa i Wolności”